# Iżstal Iżewsk
Iżstal Iżewsk (ros. Ижсталь Ижевск) – rosyjski klub hokeja na lodzie z siedzibą w Iżewsku.

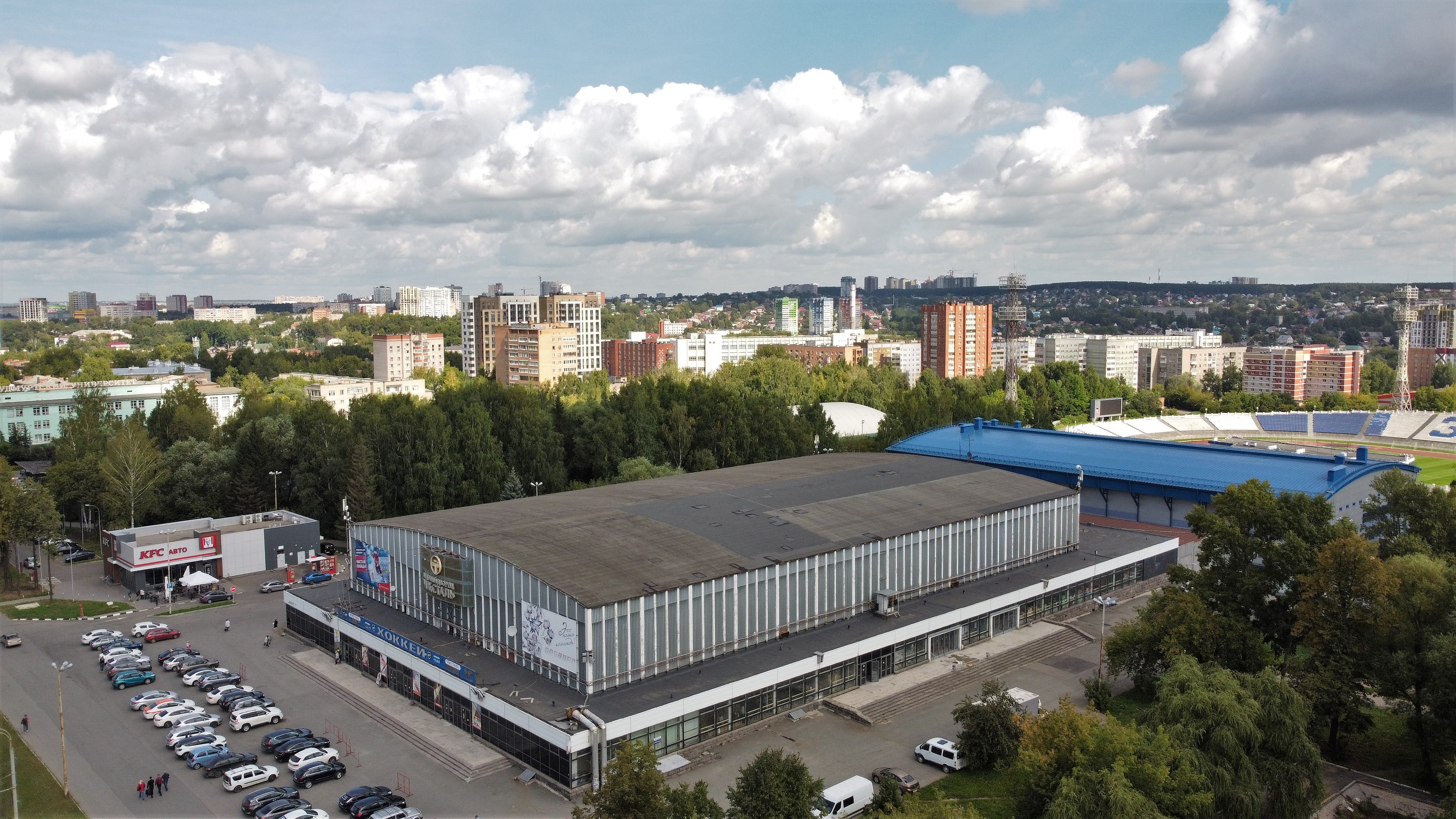
Lodowiska Iżstali

## Historia
Dotychczasowe nazwy
- Iżstal Iżewsk (1959–1984)
- Iżstal Ustinow (1984-1987)
- Iżstal Iżewsk (1987-)

Klub powstał w 1958 przy fabryce zakładów metalurgicznych Iżstal i początkowo działał pod nazwą Trud.
W 2008 zespołem farmerskim Iżstali został Progriess Głazow.
Drużynami juniorskimi zostały zespoły występujące w rozgrywkach MHL-B: w sezonie 2011/2012 pod nazwą Stalnyje Iży, w sezonie 2013/2014 Iżewskaja Stal, a od sezonu 2014/2015 Progriess Głazow (od 2016 liga została przemianowana na NMHL).
Do 2023 trenerem był Ramil Sajfullin, a jego następcą w maju tego roku został Konstantin Maslukow.

## Sukcesy
- Złoty medal Rosyjskiej FSRR: 1975
- Pierwsze miejsce w Turnieju Barbórkowym: 1976[6]
- Złoty medal wyższej ligi: 1979, 1981, 1987
- Finał o Puchar Bratina: 2015, 2016
- Srebrny medal WHL: 2015, 2016

## Szkoleniowcy
Trenerem Iżstali był m.in. Andriej Razin.

## Zawodnicy
Wychowankami i byłymi zawodnikami klubu byli Walerij Gudożnikow, Kiriłł Kniaziew, Dienis Kazionow, Dmitrij Bykow. W klubie występowali m.in. Andrej Sidorenko, Andriej Koszkin, Ilja Fiedin, Fiodor Tiutin.
W 2013 założoną klubową galerę sław.